# Lente apocromática

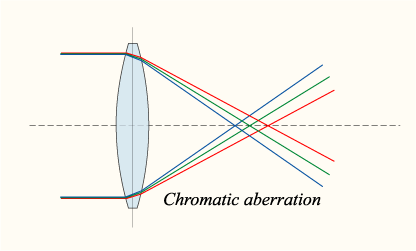
La aberración cromática de una sola lente provoca que la luz de longitudes de onda diferentes tenga longitudes focales ligeramente distintas.

Una lente apocromática (de forma abreviada, APO), es un tipo de lente (generalmente fotográfica) que tiene una mejor corrección de la aberración cromática y esférica que las mucho más comunes lentes acromáticas. Suelen constar de tres lentes combinadas, mejorando la eficacia de los sistemas acromáticos, que normalmente solo utilizan dos.

## Explicación
La aberración cromática es un fenómeno óptico que provoca que colores diferentes tengan distancias focales ligeramente distintas en una lente. En fotografía, la aberración cromática produce imágenes globales sin nitidez y con franjas coloreadas en los bordes de contraste alto, como los límites entre el negro y el blanco. Los astrónomos afrontan problemas similares, particularmente con telescopios que utilizan lentes en vez de espejos. Las lentes acromáticas están diseñadas para concentrar dos longitudes de onda (típicamente rojos y azules) en un único plano focal. En cambio, las lentes apocromáticas están diseñadadas para concentrar tres longitudes de onda (típicamente rojos, verdes, y azules) en el mismo plano focal. El error de color residual (espectro secundario) puede ser hasta un orden de magnitud menor que el de una lente acromática de apertura equivalente y de la misma longitud focal. También se corrige la aberración esférica en dos longitudes de onda, una más que en los sistemas acromáticos.

Una lente apocromática concentra 3 longitudes de onda en un plano focal común. (Nótese que esta lente está diseñada para astronomía, por lo que una de las 3 longitudes de onda elegidas está fuera del espectro visible)

Los objetivos astronómicos para imágenes digitales de banda ancha tienen que tener necesariamente corrección apocromática, dado que la sensibilidad óptica de las matrices de imagen (CCD) puede iniciarse en el ultravioleta, recorrer todo el espectro visible, y alcanzar la gama de la longitud de onda del infrarrojo cercano. Lentes apocromáticas para astrofotografía en la gama entre los 60–150 mm de apertura han sido desarrolladas y comercializadas por varias empresas diferentes, con proporciones focales que varían de f/5 a f/7. Enfocados y guiados correctamente durante la exposición, estos objetivos son capaces de producir amplios campos de visión en astrofotografía con gran nitidez para medidas de apertura dadas.
Las cámaras en los procesos de artes gráficas (copia) generalmente también utilizan lentes apocromáticas para obtener imágenes de la máxima nitidez. El diseño clásico de las lentes apocromáticas de estas cámaras de proceso generalmente suele tener una apertura máxima limitada alrededor de f/9. Más recientemente, se han diseñado lentes apocromáticas para cámaras de alta velocidad de formato medio, digitales y de 35 mm.

Una lente apocromática normalmente está formada por tres elementos y es capaz de concentrar tres frecuencias diferentes de luz a un plano focal común

Los diseños apocromáticos requieren vidrios ópticos con especiales propiedades dispersivas para conseguir la confluencia de tres colores. Esto se consigue normalmente utilizando costosos vidrios crown fluorados, vidrios flint especiales, e incluso líquidos transparentes con propiedades dispersivas altamente inusuales dispuestos en los espacios delgados entre los elementos de vidrio. La dependencia de la temperatura del índice de refracción y dispersión del vidrio y del líquido, tiene que ser tenida en cuenta durante su diseño para asegurar un rendimiento óptico adecuado sobre una gama de temperaturas razonable con leves ajustes del enfoque. En algunos casos, es posible abordar diseños apocromáticos sin necesidad de utilizar vidrios de dispersión anómala.

## Uso en fotografía
Pruebas independientes suelen demostrar que la designación "APO" se está utilizado bastante descuidadamente por algunos fabricantes de lentes fotográficas para describir la exactitud de color de sus productos, dándose el caso de que lentes comparables han mostrado una exactitud de color superior aunque no llevasen la denominación "APO".
Respecto al diseño de lentes, la denominación "APO" se utiliza de forma más conservadora en óptica astronómica (por ejemplo, telescopios) que en fotografía. La óptica de los telescopios designados "APO" está especializada, con lentes de longitud focal fija optimizada para enfocar al infinito, mientras que en fotografía, incluso ciertas lentes con zoom de propósito general y bajo precio, se designan como "APO".